# Diccionario crítico etimológico de la lengua castellana
El Diccionario crítico etimológico de la lengua castellana es un diccionario etimológico realizado por el filólogo español Joan Corominas (1905-1997), y publicado en primera instancia en Berna por la Editorial Francke en 1954.
A esta macro-obra hay que añadir el Breve diccionario etimológico de la lengua castellana, en un solo volumen y unos años más tarde el Diccionario crítico etimológico castellano e hispánico en colaboración con José Antonio Pascual y publicada entre 1980 y 1991. 
Todavía hoy es una obra de referencia en el ámbito de la filología románica. La obra de Joan Corominas ha sido reconocida con las máximas distinciones honoríficas de la sociedad civil española como fue el Premio Nacional de las Letras Españolas en 1989, que fue por el conjunto de su obra, tanto castellana como catalana. Según Luis Agustín:  "esta monumental monografía es un repertorio de hechos lingüísticos muy eficaz y coherente, una clasificación y descripción exhaustiva, un tesoro de erudición lingüística sin precedentes" 

## Perfil del autor
Como dijo Josep Pla: «Tengo la sensación de que es uno de los hombres más trabajadores del país, trabaja de una manera segura, acompasada y larga». El Diccionario crítico etimológico es lo que nos ha dejado tras una vida de esfuerzo como la de muchos investigadores: solitario, incansable pero también, exiliado —como ocurrió con algunos de su generación—.
Corominas hace gala de una gran honestidad intelectual, intentando no coger argumentos opuestos a sus ideas, cuando no encuentra una conclusión definitiva lo manifiesta con toda sinceridad, pero también es contundente en el momento que expone sus opiniones y argumentos cuando tiene la certeza ... Por otra parte tiene una forma de trabajar inusual hoy en día, a veces muestra la subjetividad del sabio que se asoma entre la avalancha de datos científicos, quizás para recordar su humanidad.

## Contexto
Un diccionario etimológico es el que proporciona la información sobre el origen de las palabras. A pesar de haber existido intentos esporádicos, después del primitivo Covarrubias, el diccionario etimológico del castellano por antonomasia es "el Corominas", como también se conoce a esta obra.
El esfuerzo realizado por Joan Corominas fue inmenso, y lo inició en paralelo con su también magno trabajo en catalán. Ciertamente, las lenguas no están aisladas, y los trasvases y préstamos entre ellas son constantes: quien estudia una de estas lenguas de una forma aislada, no puede llegar a estudiarla a fondo ...
El Corominas es la obra del sabio lingüista de un tipo difícil de encontrar hoy en día: su base de datos de palabras se extiende a todo el conjunto de lenguas y dialectos de la península y de más allá: catalán, gallego, vasco, leonés, judeoespañol, mozárabe, portugués, occitano-provenzal ..., y las empleó como relleno (a veces incluso en origen) de las palabras de la lengua castellana.
Este diccionario completa en mucho las recopilaciones de léxicos anteriores, más que con palabras nuevas, con nuevos significados y con datos de todo tipo referentes a la vida y al ambiente de las palabras. El carácter crítico aparece conjuntamente con los aspectos histórico y dialectológico que aparecen con un particular relieve. El objetivo final es siempre la etimología. Los aspectos histórico y dialectológico surgen con un relieve particular. Comparado con su diccionario catalán, los aspectos reservados a la lengua hablada moderna llenan una medida bastante más grande, y también ha sido más generoso en las citas de textos propiamente literarios.

## Público al que va dirigido
Aunque más tarde salió el Breve diccionario etimológico de la lengua castellana, éste queda limitado al «público no especializado en lingüística», ya que como dice su introducción: «informa sobre el origen de las palabras castellanas comúnmente conocidas por la gente educada», pero los especialistas o los curiosos que quieren profundizar siempre van a parar al grande, al «auténtico».
La etimología, como la investigación sobre la historia, funciona a base de recopilar datos ínfimos encontrados en los lugares más distantes y dispares, a veces hay que hacer conjeturas para reconstruirla. José Antonio Pascual señaló en su momento que esta obra «proporciona mucho más de lo que parece prometer». Y es que en realidad el castellano no tiene desgraciadamente ningún otro diccionario  donde poder buscar históricamente la primera aparición de un vocablo determinado y así poder documentar su uso a lo largo de los siglos.
No hay ninguna otra fuente en castellano con una lista histórica de morfología y fonética donde poder seguir la evolución de sus sonidos y estructuras. Es por ello, que una gran cantidad de estudiosos han tenido que ir a parar al Corominas, muchas veces buscando lo que no encontraban en el diccionario de la RAE ...
El  Diccionario crítico etimológico de la lengua castellana  está dirigido al público especializado, no es una obra que sea fácil de consultar, a veces es un poco enrevesado. Muchas de sus entradas son verdaderos artículos científicos, donde se presentan propuestas ajenas al lado de las del autor, discutiendo unas y otras, con el testimonio de lenguas próximas y otras remotas (el catalán, el báltico, el alto alemán, el OSC, etc ...), sopesando y prescindiendo a veces de algunas opiniones con fórmulas concluyentes, se hace el estudio, y finalmente se da un diagnóstico, a menudo magistral ...

## Versión en la web
Desde hace algunos años se está llevando a cabo la versión digital del Diccionario etimológico en la Universidad Autónoma de Barcelona. Será muy interesante que los frutos de este esfuerzo pasen a disposición de los investigadores. Si ya lo es la obra impresa, la versión digital del "Corominas" representa todavía una mayor utilidad para los investigadores de la lengua castellana.